# Autoroute A 17
Die Autoroute A 17 war eine geplante französische Autobahn, die in Paris am Autobahnring des Boulevard périphérique (in etwa auf Höhe der Porte de Lagny bzw. der Porte de Vincennes) beginnen und in Noisy-le-Grand an der Autoroute A 4 enden sollte.
Die Planungen begannen 1960, als man einen Verkehrszuwachs auf den bisherigen Straßen um mehr als 100.000 Fahrzeuge pro Tag erwartete.
Zu diesem Zweck sollten die Autoroutes A 3 und A 4 mit der Ergänzung der Autoroute A 17 erbaut werden. Die Stadt Montreuil hingegen widersetzte sich den Planungen.
Bereits 1969 schien das Vorhaben um die Autoroute A 17 aufgegeben zu werden, weil die Pariser Verwaltung sich gegen das Projekt aussprach. Bestätigt wurde dies schließlich durch das Ministerium für das Bauwesen von November 1971: Die Planungen wurden verworfen.